# Europese kampioenschappen zwemmen 1993
Het Europese kampioenschappen zwemmen in 1993 was de 21ste editie en vond plaats op de langebaan (50) meter van Sheffield. Het door de Europese zwembond LEN georganiseerde toernooi had plaats in het Ponds Forge International Sports Centre en duurde zes dagen: van dinsdag 3 augustus tot en met zondag 8 augustus 1993.
Nederland stelde teleur in de Engelse stad. Uitzondering vormden Marcel Wouda, die een bronzen medaille won op de 400 meter wisselslag en drie Nederlandse records vestigde, en Inge de Bruijn met eveneens een bronzen plak op de 50 meter vrije slag. De veertien leden (twaalf vrouwen, twee mannen) sterke ploeg van KNZB-bondscoach René Dekker was goed voor in totaal elf finaleplaatsen.
Het toernooi leverde één wereld- en één Europees record op: Károly Güttler verbeterde in de ochtendseries de mondiale toptijd op de 100 meter schoolslag, terwijl Franziska van Almsick de continentale besttijd op de 100 meter vrije slag aanscherpte. Krisztina Egerszegi groeide uit tot de ongekroonde koningin van het toernooi, dankzij vier individuele gouden medailles.

## Medaillewinnaars (vrouwen)

### 50 m vrije slag
1. Franziska van Almsick (Duitsland) 25,53
2. Linda Olofsson (Zweden) 25,67
3. Inge de Bruijn (Nederland) 25,86
4. Natalia Mesheryakova (Rusland) 25,87
5. Angela Postma (Nederland) 26,04
6. Catherine Plewinski (Frankrijk) 26,14
7. Martina Moravcová (Slowakije) 26,16
8. Simone Osygus (Duitsland) 26,39

### 100 m vrije slag
1. Franziska van Almsick (Duitsland) 54,57 (Europees record)
2. Martina Moravcová (Slowakije) 55,97
3. Catherine Plewinski (Frankrijk) 56,09
4. Natalia Mesheryakova (Rusland) 56,18
5. Luminița Dobrescu (Roemenië) 56,26
6. Karen Pickering (Groot-Brittannië) 56,44
7. Gitta Jensen (Denemarken) 56,47
8. Ellenor Svensson (Zweden) 56,79

### 200 m vrije slag
1. Franziska van Almsick (Duitsland) 1.57,97
2. Luminița Dobrescu (Roemenië) 2.00,39
3. Karen Pickering (Groot-Brittannië) 2.01,15
4. Malin Nilsson (Zweden) 2.01,25
5. Mette Jacobsen (Denemarken) 2.01,56
6. Martina Moravcová (Slowakije) 2.02,02
7. Olga Kirichenko (Rusland) 2.02,19
8. Simone Osygus (Duitsland) 2.02,39

### 400 m vrije slag
1. Dagmar Hase (Duitsland) 4.10,47
2. Kerstin Kielgass (Duitsland) 4.12,18
3. Irene Dalby (Noorwegen) 4.12,51
4. Malin Nilsson (Zweden) 4.12,67
5. Beatrice Căslaru (Roemenië) 4.13,74

### 800 m vrije slag
1. Jana Henke (Duitsland) 8.32,47
2. Irene Dalby (Noorwegen) 8.33,77
3. Olga Šplíchalová (Tsjechië) 8.36,59

### 100 m rugslag
1. Krisztina Egerszegi (Hongarije) 1.00,83
2. Nina Zjivanevskaja (Rusland) 1.01,16
3. Sandra Völker (Duitsland) 1.01,87

### 200 m rugslag
1. Krisztina Egerszegi (Hongarije) 2.09,12
2. Lorenza Vigarani (Italië) 2.11,94
3. Nina Zjivanevskaja (Rusland) 2.12,14

### 100 m schoolslag
1. Sylvia Gerasch (Duitsland) 1.10,05
2. Svetlana Bondarenko (Oekraïne) 1.10,29
3. Yelena Rudkovskaya (Wit-Rusland) 1.10,52

### 200 m schoolslag
1. Brigitte Becue (België) 2.31,18
2. Anna Nikitina (Rusland) 2.32,15
3. Marie Hardiman (Groot-Brittannië) 2.32,45

### 100 m vlinderslag
1. Catherine Plewinski (Frankrijk) 1.00,13
2. Franziska van Almsick (Duitsland) 1.00,94
3. Bettina Ustrowski (Duitsland) 1.01,06

### 200 m vlinderslag
1. Krisztina Egerszegi (Hongarije) 2.10,71
2. Katrin Jäke (Duitsland) 2.13,07
3. Barbara Franco (Spanje) 2.13,39

### 200 m wisselslag
1. Daniela Hunger (Duitsland) 2.15,33
2. Darja Sjmeleva (Rusland) 2.16,90
3. Silvia Parera (Spanje) 2.17,06

### 400 m wisselslag
1. Krisztina Egerszegi (Hongarije) 4.39,55
2. Darja Sjmeleva (Rusland) 4.44,91
3. Hana Cerna (Tsjechië) 4.46,37

### 4×100 m vrije slag
1. Duitsland 3.41,69
  1. Franziska van Almsick
  2. Kerstin Kielgass
  3. Manuela Stellmach
  4. Daniela Hunger
2. Zweden 3.45,33
  1. Ellen Svensson
  2. Linda Olofsson
  3. Louise Jöhncke
  4. Malin Nilsson
3. Rusland 3.45,37
  1. Svetlana Lesyukova
  2. Natalya Mescherykova
  3. Olga Kiritschenko
  4. Nina Zjivanevskaja

7. Nederland 3.50,13
1. Inge de Bruijn 57,28
2. Angela Postma 57,79
3. Patricia Stokkers 58,39
4. Karin Brienesse 56,77

### 4×200 m vrije slag
1. Duitsland 8.03,12
  1. Kerstin Kielgass
  2. Simone Osygus
  3. Franziska van Almsick
  4. Dagmar Hase
2. Zweden 8.08,82
  1. Louise Jöhncke
  2. Magdalena Schultz
  3. Therese Lundin
  4. Malin Nilsson
3. Groot-Brittannië 8.11,11
  1. Sarah Hardcastle
  2. Debbie Armitage
  3. Claire Huddart
  4. Karen Pickering

6. Nederland 8.15,70
1. Kirsten Vlieghuis 2.03,90
2. Kristel Tellegen 2.04,58
3. Carla Geurts 2.03,40
4. Karin Brienesse 2.03,92

### 4×100 m wisselslag
1. Duitsland 4.06,91
  1. Sandra Völker
  2. Sylvia Gerasch
  3. Bettina Ustrowski
  4. Franziska van Almsick
2. Rusland 4.10,09
  1. Nina Zjivanevskaja
  2. Olga Prokhorova
  3. Svetlana Pozdeyeva
  4. Natalya Mesheryakova
3. Groot-Brittannië 4.12,18

8. Nederland 4.16,09
1. Naomi van der Woerd 1.06,16
2. Madelon Baans 1.12,22
3. Inge de Bruijn 1.00,56
4. Karin Brienesse 57,15

## Medaillewinnaars (mannen)

### 50 m vrije slag
1. Alexander Popov (Rusland) 22,27
2. Christophe Kalfayan (Frankrijk) 22,39
3. Raimundas Mazuolis (Litouwen) 22,44

### 100 m vrije slag
1. Alexander Popov (Rusland) 49,15
2. Tommy Werner (Zweden) 49,71
3. Pavel Khnykin (Oekraïne) 49,76

### 200 m vrije slag
1. Antti Kasvio (Finland) 1.47,11
2. Jevgeni Sadovy (Rusland) 1.47,25
3. Anders Holmertz (Zweden) 1.47,69

### 400 m vrije slag
1. Antti Kasvio (Finland) 3.47,81
2. Paul Palmer (Groot-Brittannië) 3.48,14
3. Anders Holmertz (Zweden) 3.48,98

### 1500 m vrije slag
1. Jörg Hoffmann (Duitsland) 15.13,31
2. Sebastian Wiese (Duitsland) 15.14,76
3. Igor Majcen (Slovenië) 15.15,05

### 100 m rugslag
1. Martín López-Zubero (Spanje) 55,03
2. Vladimir Selkov (Rusland) 55,58
3. Martin Harris (Groot-Brittannië) 55,75

### 200 m rugslag
1. Vladimir Selkov (Rusland) 1.58,09
2. Martín López-Zubero (Spanje) 1.58,51
3. Emanuele Marisi (Italië) 1.59,57

### 100 m schoolslag
1. Károly Güttler (Hongarije) 1.01,04
2. Nick Gillingham (Groot-Brittannië) 1.02,02
3. Vitaly Kirrinchuk (Rusland) 1.02,48

### 200 m schoolslag
1. Nick Gillingham (Groot-Brittannië) 2.12,49
2. Károly Güttler (Hongarije) 2.13,26
3. Andrei Korneev (Rusland) 2.14,20

### 100 m vlinderslag
1. Rafal Szukala (Polen) 53,41
2. Denis Pankratov (Rusland) 53,43
3. Milos Milosevic (Kroatië) 53,65

### 200 m vlinderslag
1. Denis Pankratov (Rusland) 1.56,25
2. Franck Esposito (Frankrijk) 1.58,66
3. Chris-Carol Bremer (Duitsland) 2.00,33

### 200 m wisselslag
1. Jani Sievinen (Finland) 1.59,50
2. Attila Czene (Hongarije) 2.00,70
3. Christian Keller (Duitsland) 2.01,18

### 400 m wisselslag
1. Tamás Darnyi (Hongarije) 4.15,24
2. Jani Sievinen (Finland) 4.15,51
3. Marcel Wouda (Nederland) 4.17,90 (Nederlands record)

### 4×100 m vrije slag
1. Rusland 3.18,80
  1. Vladimir Predkin
  2. Vladimir Pysjnenko
  3. Jevgeni Sadovy
  4. Alexander Popov
2. Zweden 3.19,33
  1. Frederik Letzler
  2. Tommy Werner
  3. Lars Frölander
  4. Anders Holmertz
3. Duitsland 3.20,13
  1. Christian Tröger
  2. Jochen Bludau
  3. Steffen Zesner
  4. Bengt Zikarsky

### 4×200 m vrije slag
1. Rusland 7.15,84
  1. Dmitri Lepikov
  2. Vladimir Pysjnenko
  3. Joeri Moechin
  4. Jevgeni Sadovy
2. Duitsland 7.18,53
  1. Jörg Hoffmann
  2. Christian Tröger
  3. Christian Keller
  4. Steffen Zesner
3. Frankrijk 7.19,86
  1. Christophe Marchand
  2. Yann de Fabrique
  3. Lionel Poirot
  4. Christophe Bordeau

### 4×100 m wisselslag
1. Rusland 3.38,90
  1. Vladimir Selkov
  2. Vitali Kirinschuk
  3. Denis Pankratov
  4. Alexander Popov
2. Hongarije 3.40,97
  1. Támas Deutsch
  2. Károly Güttler
  3. Peter Horvath
  4. Béla Szabados
3. Groot-Brittannië 3.41,66
  1. Martin Harris
  2. Nick Gillingham
  3. Mike Fibbens
  4. Mark Foster

## Eindstand medailleklassement
| RANG | LAND             | GOUD | ZILVER | BRONS | TOTAAL |
| ---- | ---------------- | ---- | ------ | ----- | ------ |
| 1.   | Duitsland        | 11   | 5      | 5     | 21     |
| 2.   | Rusland          | 7    | 8      | 4     | 19     |
| 3.   | Hongarije        | 6    | 3      | 0     | 9      |
| 4.   | Finland          | 3    | 1      | 0     | 4      |
| 5.   | Groot-Brittannië | 1    | 2      | 6     | 9      |
| 6.   | Spanje           | 1    | 1      | 2     | 4      |
| 7.   | België           | 1    | 0      | 0     | 1      |
|      | Polen            | 1    | 0      | 0     | 1      |
| 9.   | Zweden           | 0    | 5      | 2     | 7      |
| 10.  | Frankrijk        | 0    | 3      | 2     | 5      |
| 11.  | Italië           | 0    | 1      | 1     | 2      |
|      | Noorwegen        | 0    | 1      | 1     | 2      |
|      | Oekraïne         | 0    | 1      | 1     | 2      |
| 14.  | Roemenië         | 0    | 1      | 0     | 1      |
|      | Slowakije        | 0    | 1      | 0     | 1      |
| 16.  | Nederland        | 0    | 0      | 2     | 2      |
|      | Tsjechië         | 0    | 0      | 2     | 2      |
| 18.  | Kroatië          | 0    | 0      | 1     | 1      |
|      | Litouwen         | 0    | 0      | 1     | 1      |
|      | Slovenië         | 0    | 0      | 1     | 1      |
|      | Wit-Rusland      | 0    | 0      | 1     | 1      |
|      | TOTALEN          | 31   | 33     | 32    | 96     |

Langebaan (50 meter):

Boedapest 1926 · 
Bologna 1927 · 
Parijs 1931 · 
Maagdenburg 1934 · 
Londen 1938 · 
Monte Carlo 1947 · 
Wenen 1950 · 
Turijn 1954 · 
Boedapest 1958 · 
Leipzig 1962 · 
Utrecht 1966 · 
Barcelona 1970 · 
Wenen 1974 · 
Jönköping 1977 · 
Split 1981 · 
Rome 1983 · 
Sofia 1985 · 
Straatsburg 1987 · 
Bonn 1989 · 
Athene 1991 · 
Sheffield 1993 · 
Wenen 1995 · 
Sevilla 1997 · 
Istanboel 1999 · 
Helsinki 2000 · 
Berlijn 2002 · 
Madrid 2004 · 
Boedapest 2006 · 
Eindhoven 2008 · 
Boedapest 2010 · 
Debrecen 2012 · 
Berlijn 2014 · 
Londen 2016 · 
Glasgow 2018 · 
Boedapest 2020 · 
Rome 2022

Kortebaan (25 meter):

Sprintkampioenschappen: Gelsenkirchen 1991 · 
Espoo 1992 · 
Gateshead 1993 · 
Stavanger 1994

Kortebaankampioenschappen: Rostock 1996 · 
Sheffield 1998 · 
Lissabon 1999 · 
Valencia 2000 · 
Antwerpen 2001 · 
Riesa 2002 · 
Dublin 2003 · 
Wenen 2004 · 
Triëst 2005 · 
Helsinki 2006 · 
Debrecen 2007 · 
Rijeka 2008 · 
Istanboel 2009 · 
Eindhoven 2010 · 
Szczecin 2011 · 
Chartres 2012 · 
Herning 2013 · 
Netanya 2015 · 
Kopenhagen 2017 · 
Glasgow 2019 · 
Kazan 2021 · 
Otopeni 2023